# Gurli Lublin
Gurli Lublin, född 15 oktober 1839 i Stockholm, död 19 juli 1887 i Vedeby, var en svensk operasångerska (alt).
Lublin var dotter till sekreteraren vid mosaiska församlingen i Stockholm David Moses Lublin och Eugenie Kahn.
Hon var engagerad vid Kungliga Teatern som altsångerska 1860–1868. Bland hennes roller märks Azucena i Trubaduren, Fides i Profeten och Nancy i Martha. Hon var dotter till David Moses Lublin, sekreteraren för Mosaiska församlingen i Stockholm. Hon avslutade sin karriär efter sitt giftermål med gravören Ludvig Ruben.

## Roller (urval)
- Fidès i Profeten
- Azucena i Trubaduren
- Orsino i Lucrezia Borgia
- Nancy i Martha
- Fidalma i Det hemliga äktenskapet
- Fru Bertrand i Muraren